# Premios Quirino
Los Premios Quirino son una distinción creada en 2018 para reconocer el talento y la creatividad de la industria de la animación iberoamericana y deben su nombre al director de animación Quirino Cristiani, nacido en Italia pero nacionalizado argentino, conocido por ser director del primer largometraje sonoro de animación.
Junto al evento de entrega de los galardones, se celebra un foro de coproducción iberoamericano y un congreso sobre la animación iberoamericana, que reúnen durante cuatro días a profesionales y artistas de toda Latinoamérica, España, Andorra y Portugal.
La primera edición de los Premios Quirino se celebró en Santa Cruz de Tenerife (España) el 7 de abril de 2018, siendo coordinador de los mismos el español José Luis Farías.

## Categorías
| - Mejor largometraje de animación - Mejor serie de animación - Mejor cortometraje de animación - Mejor cortometraje de escuela de animación - Mejor obra de encargo | - Mejor desarrollo visual - Mejor diseño de animación - Mejor diseño de sonido y música original - Mejor animación de videojuego (2020-presente) - Mejor obra innovadora de animación (2018-2019) |

## Ediciones
| Edición     | Año  | Fecha                    | Ciudad                                                   | Ref.          |
| ----------- | ---- | ------------------------ | -------------------------------------------------------- | ------------- |
| Edición I   | 2018 | 7 de abril de 2018       | Santa Cruz de Tenerife, España                           | [ 4 ]         |
| Edición II  | 2019 | 6 de abril de 2019       | Santa Cruz de Tenerife, España                           | [ 6 ]         |
| Edición III | 2020 | 27 de mayo de 2020       | Virtual                                                  | [ 7 ]         |
| Edición IV  | 2021 | 29 de mayo de 2021       | La Laguna Gran Hotel, San Cristóbal de La Laguna, España | [ 8 ]         |
| Edición V   | 2022 | 12 al 14 de mayo de 2022 | La Laguna Gran Hotel, San Cristóbal de La Laguna, España | [ 9 ]         |
| Edición VI  | 2023 | 11 al 13 de mayo de 2023 | La Laguna Gran Hotel, San Cristóbal de La Laguna, España | [ 10 ]        |
| Edición VII | 2024 | 11 de mayo de 2024       | La Laguna Gran Hotel, San Cristóbal de La Laguna, España | [ 11 ] [ 12 ] |

## Ganadores y nominados
Los ganadores aparecen primero y en negrita, seguidos por los nominados.

### 2018
| Mejor largometraje de animación - Ana y Bruno – Carlos Carrera, director; Pablo Baksht, Alex García, Mónica Lozano, Fernando De Fuentes, José C. García de Letona, productores (México) - Deep – Julio Soto, director; Ibon Cormenzana, Ángel Durández, Nadia Khamliche, Gerd Schepers, Gero Bauknecht, productores (España) - El libro de Lila – Marcela Rincón, directora; Maritza Rincón, Marcela Rincón, Alfredo Soderguit, Jhonny Hendrix, productores (Colombia, Uruguay) - Tadeo Jones 2: El secreto del rey Midas – Enrique Gato, David Alonso, directores; Jordi Gasull, Ghislain Barrois, Nico Matji, productores (España) | Mejor serie de animación - El hombre más chiquito del mundo – Juan Pablo Zaramella, director; Camille Raulo, Sol Rulloni, productoras (Argentina, Francia) - Cuentos de viejos – Marcelo Dematei, Carlos Smith, directores; Carlos Smith, Laura Piaggio, productores (Colombia, España) - Pocoyó – Alex Hidalgo, director; Susana Paniagua, productora (España) - Puerto Papel – Alvaro Ceppi, Hugo Covarrubias, directores; Alvaro Ceppi, Gabriel Noé, productores (Argentina, Brasil, Chile, Colombia) |
| Mejor cortometraje de animación - Decorado – Alberto Vázquez, director; Iván Miñambres, Nicolas Schmerkin, productores (España, Francia) - Afterwork – Luis Uson, Andres Aguilar, directores y productores (Ecuador, España, Perú) - Cerulia – Sofía Carrillo, directora; Paola Chaurand, productora (México) | Mejor cortometraje de escuela de animación - Tántalo (Universidad de Buenos Aires) – Juan Facundo Ayerbe, Christian Krieghoff, directores y productores (Argentina) - Un día en el parque (Escuela Universitaria de Diseño, Innovación y Tecnología) – Diego Porral, director y productor (España, Estados Unidos) - We Are the Immigrants (Universidad del Sur de California) – Catalina Matamoros, directora y productora (Colombia, Estados Unidos)                                                   |
| Mejor animación de encargo - Cantar con sentido: una biografía de Violeta Parra – Leonardo Beltrán, director; Pablo Greene, productor (Chile) - Morte e Vida Uterina – Daniel Bruson, director; Samantha Alves, productora (Brasil) - Solar City: How Energy Gets to You – Mariano Bergara, Becho Lo Bianco, directores; Sol Bizzozero, productora (Argentina) | Mejor obra innovadora de animación - The Many Pieces of Mr Coo – Nacho Rodríguez, director y productor (España) - Arqueoastronomía Maya: observadores del universo – Milagros Varguez, directora; Jesús Pérez Irigoyen, productor (México) - Black Canvas – Albert Sherman, director y productor (España) |
| Mejor desarrollo visual de obra de animación - Here's the Plan – Fernanda Frick (Chile) - El libro de Lila – Tatiana Espitia, Daniel Murillo (Colombia, Uruguay) - Los aeronautas – Rita Basulto (México) | Mejor diseño de animación - Caminho dos Gigantes – Tiago Rovida, Henrique Lobato (Brasil) - Cerulia – Sofía Carrillo (México) - Tadeo Jones 2: El secreto del rey Midas – Maxi Díaz (España) |
| Mejor diseño de sonido y música original - Tadeo Jones 2: El secreto del rey Midas – Oriol Tarragó, sonido; Zacarías M. de la Riva, música (España) - Caminho dos Gigantes – Daniel Turini, Fernando Henna, sonido; Tito La Rosa, música (Brasil) - The Neverending Wall – Xavier Ferreiro, sonido; Nani García, música (España) | |

### 2019
| Mejor largometraje de animación - Virus tropical – Santiago Caicedo, director (Colombia) - Another Day of Life – Raúl de la Fuente, Damian Nenow, directores; Jaroslaw Sawko, Amaia Remírez, productores (Alemania, Bélgica, España, Polonia) - Buñuel en el laberinto de las tortugas – Salvador Simó, director; Manuel Cristóbal, José María Fernández de la Vega, productores (España, Países Bajos) - Tito e os Pássaros – Gustavo Steinberg, Gabriel Bitar, André Catoto, directores (Brasil) | Mejor serie de animación - Irmão do Jorel: "Seja Brócolis!" – Juliano Enrico, director; Zé Brandão, productor (Brasil) - Petit – Bernardita Ojeda Salas, directora; Daniela Ponce Miranda, productora (Argentina, Chile, Colombia) - Puerto Papel: "La vida de los otros" – Alvaro Ceppi, director; Gabriel Noé, productor (Argentina, Brasil, Chile, Colombia)                        |
| Mejor cortometraje de animación - Guaxuma – Nara Normande, directora; Livia de Melo, Damien Megherbi, Justin Pechberty, productores (Brasil, Francia) - La noria – Carlos Baena, director; Sasha Korellis, productora (España) - Soy una tumba – Khris Cembe, director; Iván Miñambres, Nicolas Schmerkin, productores (España, Francia) | Mejor cortometraje de escuela de animación - Patchwork (Universidad Politécnica de Valencia) – María Manero Muro, directora (España) - O Chapéu (Instituto Politécnico do Cávado e do Ave) – Alexandra Allen, directora (Portugal) - Reverie (The Animation Workship - VIA University College) – Philip Piaget, director; Michelle Nardone, Anja Perl, productores (Dinamarca, México) |
| Mejor animación de encargo - La increíble historia del hombre que podía volar y no sabía cómo – Manuel Rubio, director y productor (España) - A Queda – Paulo Garcia, director; Natalia Gouvea, productora (Brasil) - Lorenzo Live 2018 Intro – Manuele Fior, director; Martín Martínez, Javier Sánchez, Josep Baño, Alberto Gil, directores y productores (España, Italia) - Partir de cero – Carlos Salgado, director; Jaime De Los Santos, Lucía Olano, productores (España)                    | Mejor obra innovadora de animación - Belisario: el pequeño gran héroe del Cosmos – Hernán Moyano, director; Pablo Santamaria, productor (Argentina) - Bring You Home – Marc Terris, Xavi Terris, directores y productores (España) - Mibots Playroom – Nathalie Martinez, directora y productora (España)                                                                              |
| Mejor desarrollo visual de obra de animación - La casa lobo – Natalia Geisse, Cristóbal León, Joaquín Cociña, directores de arte (Chile) - La noria – Carlos Zaragoza, director de arte; Dei Gaztelumendi diseñador de personajes (España) - Agouro – David Doutel, Vasco Sá, directores de arte y diseñadores de personajes (Francia, Portugal) | Mejor diseño de animación - Puerto Papel: "La vida de los otros" – Hugo Covarrubias, director de animación; Enrique Ortega, lead animator (Argentina, Brasil, Chile, Colombia) - La noria – Carlos Baena, director de animación (España) - Lino: Uma Aventura de Sete Vidas – Fernando Herrera, Daniel Cavalcante, directores de animación (Brasil)                                    |
| Mejor diseño de sonido y música original - Black Is Beltza – Fermin Muguruza, diseño de sonido; Raül Refree, música original (España) - Entre sombras – Pedro Marques, música original; Kévin Feildel, diseño de sonido (Francia, Portugal) - Virus tropical – Adriana García, música original; Andrés Silva, Alejandro Uribe-Holguín, Manuel José Gordillo, diseño de sonido (Colombia) | |

### 2020
| Mejor largometraje de animación - Klaus – Sergio Pablos, director; Marisa Roman, productor (España) - El Patalarga – Mercedes Moreira, directora y productora (Argentina) - La gallina Turuleca – Víctor Monigote, Eduardo Gondell, directores; Cristina Zumárraga, Pablo Enrique Bossi, Pablo Bossi, Agustín Bossi, Juan Pablo Buscarini, Luis Scalella, Carlos Fernández, Laura Fernández, productores (Argentina, España) - Relatos de reconciliación – Carlos Santa, Rubén Monroy, directores y productores (Colombia) | Mejor serie de animación - Tainá e os guardiões da Amazônia – André Forni, director; Carolina Fregatti, productora (Brasil) - Crias - Crocodilos – Mélia Gilson, Camille Authouart, directoras; Joana Peralta, Ana Carina Estróia, productoras (Francia, Portugal) - Momonsters – Javier Martínez, Alberto Martínez, directores; Darío Sánchez, productor (España) - Pollos espaciales del espacio – Tommy Vad Flaaten, Markus Vad Flaaten, directores; Fernando de Fuentes S., José C. García de Letona, productores (Australia, Irlanda, México, Reino Unido) |
| Mejor cortometraje de animación - El pájarocubo – Jorge Alberto Vega, director; Angela Maria Revelo, productora (Colombia) - Purpleboy – Alexandre Siqueira, director; Rodrigo Areias, Mickaël Carton, Thierry Zamparutti, Serge Kestemont, productores (Bélgica, Francia, Portugal) - Tio Tomás a contabilidade dos dias – Regina Pessoa, directora; Abi Feijó, Julie Roy, Reginald De Guillebon, productores (Canadá, Francia, Brasil)                                                                                   | Mejor cortometraje de escuela de animación - Nestor (Royal College of Art) – João Gonzalez, director y productor (Portugal, Reino Unido) - Gravedad (Filmakademie Baden-Württemberg) – Matisse Gonzalez, directora y productora (Alemania, Bolivia) - Só Sei Que Foi Assim (Cinema de Animação - Centro de Artes UFPEL) – Giovanna Muzel Da Paixao, directora y productora (Brasil) |
| Mejor animación de encargo - Mate? – Buda.tv, directores y productores (Argentina, Bolivia, Brasil, Chile, Paraguay, Uruguay) - In Your Hands – Ralph Karam, director; Juan Manuel Freire, productor (Argentina) - Tenemos voz – Juan Manuel Costa, director y productor (Argentina) | Mejor animación de videojuego - Gris – Adrián Miguel Delgado, dirección de animación (España) - Shadow Brawlers – Martin Gil, dirección de animación (Argentina) - Very Little Nightmares – Marc Terris, Xavi Terris, dirección de animación (España) |
| Mejor desarrollo visual de obra de animación - O peculiar crime do estranho Sr. Jacinto – Ana Bossa, dirección de arte y diseño de personajes (Francia, Portugal) - Nestor – João Gonzalez, dirección de arte y diseño de personajes (Portugal, Reino Unido) - Tio Tomás a contabilidade dos dias – Regina Pessoa, dirección de arte y diseño de personajes (Canadá, Francia, Portugal) | Mejor diseño de animación - Klaus – Sergio Pablos, dirección de animación; Sergio Martins, Charlie Bonifacio, Victor Ens, Yoshi Tamura, lead animators (España) - Nestor – João Gonzalez, dirección de animación y lead animator (Portugal, Reino Unido) - Tio Tomás a contabilidade dos dias – Regina Pessoa, dirección de animación y lead animator (Canadá, Francia, Portugal) |
| Mejor diseño de sonido y música original - Nestor – João Gonzalez, música original (Portugal, Reino Unido) - Drawing Life – Flavio Pereira, diseño de sonido (Brasil) - Klaus – Gabriel Gutiérrez, diseño de sonido; Alfonso González Aguilar, música original (España) | |

### 2021
| Mejor largometraje de animación - Un disfraz para Nicolás – Eduardo Rivero, director; Miguel Angel Uriegas, Genaro Lopez, Eduardo Jimenez, Jaime Romandia, productores (México) - El camino de Xico – Eric Cabello Díaz, director; Cristina Pineda, productora (México) - Escuela de Miedo – Leopoldo Aguilar, director; Fernando De Fuentes, José Carlos García De Letona, Gregory Gavanski, productores (México, Estados Unidos) - Nahuel y el libro mágico – Germán Acuña, director; Germán Acuña, Sebastian Ruz, Sabrina Bogado, Livia Pagano, productores (Brasil, Chile) | Mejor serie de animación - Petit – Bernardita Ojeda, directora; Daniela Ponce, productora (Argentina, Chile, Colombia) - Conta conmigo – Andrés Lieban, Alessandro Monnerat, directores; Andrés Lieban, André Breitman, Peter Moss, productores (Brasil) - Los Zurf – Alex Cervantes, director; Alex Cervantes, Emilio Gallego, Jesus Gallego, Álvaro García González, productores (España) - Yo, Elvis Riboldi – Javier Galán, Raphaël Lamarque, directores; Iván Agenjo, Philippe Alessandri, productores (España, Francia)                  |
| Mejor cortometraje de animación - Homeless Home – Alberto Vázquez, director; Iván Miñambres, Nicolas Schmerkin, productores (España, Francia) - Elo – Alexandra Ramires, directora; David Doutel, Laurence Reymond, Rodrigo Areias, productores (Francia, Portugal) - Roberto – Carmen Córdoba González, directora y productora (España) | Mejor cortometraje de escuela de animación - Memories for Sale (Universidad Veritas) – Manuel Lopez, director y productor (Costa Rica) - La Bestia (Gobelins, l'École de l'image) – Ram Tamez, Alfredo Gerard Kuttikatt, Marlijn Van Nuenen, directores; Moïra Marguin, productora (Francia, México) - Le Retour des Vagues (Gobelins, l'École de l'image) – Alejandra Guevara Cervera, Manon Cansell, Edward Kurchevsky, Francisco Moutinho de Magalhães, Hortense Mariano, directores; Moïra Marguin, productora (Francia, México, Portugal) |
| Mejor obra de encargo - Rutas – Alejandro Imondi, director; Rosario Carlino, productora (Argentina) - Pixelatl 2020 – Francisco Zamudio, director; Francisco Navarro, Karla Romero, productores (México) - Stormzy's "Superheroes" – Taz Tron Delix, director; Agustin Valcarenghi, Pablo Gostanian, productores (Argentina, Reino Unido) | Mejor animación de videojuego - GYLT – Arturo Paiva, dirección de animación (España) - Adore – Diogo Carneiro, dirección de animación (Brasil) - El niño antimateria – Kevin Rutolo, dirección de animación (Argentina) |
| Mejor desarrollo visual de obra de animación - Elo – Alexandra Ramires, dirección de arte y diseño de personajes (Francia, Portugal) - Petit – Wladimir González, dirección de arte; Vicente Casas, diseño de personajes; Isol Misenta, ilustraciones originales (Argentina, Chile, Colombia) - Wayback – Carlos Salgado, dirección de arte y diseño de personajes (España) | Mejor diseño de animación - Umbrellas – Thierry Torres, dirección de animación y lead animator (España, Francia) - Homeless Home – Khris Cembe, dirección de animación y lead animator (España, Francia) - Nahuel y el libro mágico – Enrique Ocampo, dirección de animación; Rosamary Martinez, lead animator (Brasil, Chile) - Wayback – Carlos Salgado, dirección de animación; Raúl Echegaráy, Rubén Fernández, Asís Merino y Alberto Sánchez, lead animators (España)                                                                     |
| Mejor diseño de sonido y música original - Loop – Joseba Beristain, diseño de sonido y música original (Argentina, España) - Alebrijes – Guateque Cine, José Delgadillo, Diana Martínez, diseño de sonido; Edgar Marún, Tomás Arenas, música original (Colombia) - Wayback – Gabriel Gutiérrez, diseño de sonido; Lost Twin - Carlos R. Pinto, música original (España) | |

### 2022
| Mejor largometraje de animación - Bob Cuspe - Nós Não Gostamos de Gente – Cesar Cabral, director; Ivan Melo, Cesar Cabral, productores (Brasil) - Ainbo: El espíritu del Amazonas – Jose Zelada, Richard Claus, directores; Cesar Zelada, productor (Países Bajos, Perú) - Meu Tio José – Ducca Rios, director; Maria Luiza Barros, productora (Brasil) - Valentina – Chelo Loureiro, directora; Chelo Loureiro, Mariano Baratech, Brandán De Brano, Noa García, Luis Da Matta, productores (España, Portugal) | Mejor serie de animación - Los sustos ocultos de Frankelda – Roy Ambriz, Arturo Ambriz, directores y productores (México) - Dos Pajaritos – Alfredo Soderguit, Alejo Schettini, directores; Luciana Roude, Alfredo Soderguit, productores (Argentina, Colombia, Uruguay) - Zander – Enrique Ortega, director; Pablo Arias, productor (Chile, Colombia)                                                                                                 |
| Mejor cortometraje de animación - Bestia – Hugo Covarrubias, director; Tevo Díaz, productor (Chile) - Leopoldo el del bar – Diego Porral, director; Joaquín Garralda, productor (España) - Tío – Juan Medina, director y productor (México) | Mejor cortometraje de escuela de animación - Las moscas solo viven un día (Universidad Politécnica de Valencia) – Mauro Luis López, director y productor (España) - Abril (Universidad ORT Uruguay) – Sofia Caponnetto, Eliana Fernández, directoras y productoras (Uruguay) - Lágrimas de dragón (U-TAD Centro Universitario de Tecnología y Arte Digital) – Íñigo Álvarez, Antonio García Tardón, directores; Patricia Marqueta, productora (España) |
| Mejor obra de encargo - #normadegénerobinaria: Niñas – Bernardita Ojeda, directora; Cristián Freire, director y productor (Chile) - Dia de los muertos – Paulo Garcia, director; Natalia Gouvea, productora (Argentina, Brasil, México) - Las Mariposas: How Three Sisters Defied a Dictator – Tomás Pichardo, director; Gerta Xhelo, productora (República Dominicana) | Mejor animación de videojuego - Greak: Memories of Azur – Fernando Nicolás Martínez, dirección de animación (Argentina, Ecuador, México, Venezuela) - Arrog – Mateo Alayza, dirección de animación (Perú) - Narita Boy – Eduardo Fornieles, dirección de animación (España) |
| Mejor desarrollo visual - Bestia – Hugo Covarrubias, Constanza Wette, dirección de arte; Pablo Castillo, Cecilia Toro, diseño de personajes (Chile) - Bob Cuspe - Nós Não Gostamos de Gente – Daniel Brusson, dirección de arte; Olyntho Tahara, diseño de personajes (Brasil) - Los sustos ocultos de Frankelda – Ana Coronilla, dirección de arte; Diego Ramírez, Sebastián Ramírez, diseño de personajes (México)                                                                                           | Mejor diseño de animación - Los sustos ocultos de Frankelda – Beto Petiches, dirección de animación; Daniel Hernández, Calaka Vargas, Mariano García, lead animators (México) - Bestia – Hugo Covarrubias, Matias Delgado, dirección de animación y lead animators (Chile) - Bob Cuspe - Nós Não Gostamos de Gente' – Thomas Larson, dirección de animación y lead animator (Brasil)                                                                   |
| Mejor diseño de sonido y música original - Bob Cuspe - Nós Não Gostamos de Gente – Daniel Turini, diseño de sonido; André Abujamra, Márcio Nigro, música original (Brasil) - Ainbo: El espíritu del Amazonas – Jose Zelada, Richard Claus, directores; Cesar Zelada, productor (Países Bajos, Perú) - Bestia – Roberto Espinoza, Roberto Zúñiga, diseño de sonido; Ángela Acuña, Camilo Salinas, música original (Chile)                                                                                       | |

### 2023
| Mejor largometraje de animación - Nayola – José Miguel Ribeiro (Bélgica, Francia, Países Bajos, Portugal) - La otra forma – Diego Guzmán (Brasil, Colombia) - Tromba Trem - O Filme – Zé Brandão (Brasil) - Unicorn Wars – Alberto Vázquez (España) | Mejor serie de animación - Jasmine & Jambo – Sílvia Cortés (España) - La Orquestita – Juan Carve (Argentina, Colombia, España, Perú, Uruguay) - Petit – Bernardita Ojeda (Argentina, Chile, Colombia, España) - Polinopolis – María Antolini, Martin Guido (Argentina, España, Francia, México)                 |
| Mejor cortometraje de animación - O Homem do Lixo – Laura Gonçalves (Portugal) - Pasajero – Juan Pablo Zaramella (Argentina) - Ice Merchants – João Gonzalez (Francia, Portugal, Reino Unido) | Mejor cortometraje de escuela de animación - Chimborazo (Universidad Politécnica de Valencia) – Keila Cepeda (Ecuador, España) - Carlos Montaña (Universidad Nacional de Córdoba) – Ita Romero (Argentina) - Papirola (Universidad Politécnica de Valencia) – Fabián Molinaro (España)                          |
| Mejor obra de encargo - Este perro está raro – Facundo Quiroga, Juan Nadalino, Sebastian García (Argentina) - Despertar juntas – Claudia Prezioso (Uruguay) - El Arte de Recuperarte – Dante Zaballa (Argentina) | Mejor animación de videojuego - Endling: Extinction is Forever – Javier Ramello, Pablo Hernández (España) - Atuel – Pablo Quarta (Argentina) - Han'yo – Leyre Fernández (España) |
| Mejor desarrollo visual - Ice Merchants – João Gonzalez, dirección de arte y diseño de personajes (Francia, Portugal, Reino Unido) - Nayola – José Miguel Ribeiro, dirección de arte; David Silva, Paula Custódio, diseño de personajes (Bélgica, Francia, Países Bajos, Portugal) - Pasajero – Juan Pablo Zaramella, dirección de arte y diseño de personajes (Argentina) | Mejor diseño de animación - Pasajero – Juan Pablo Zaramella, dirección de animación y lead animator (Argentina) - O Homem do Lixo – Laura Gonçalves, dirección de animación y lead animator (Portugal) - Ice Merchants – João Gonzalez, dirección de animación y lead animator (Francia, Portugal, Reino Unido) |
| Mejor diseño de sonido y música original - Garrano – Pedro Marinho, Bernardo Bento, diseño de sonido; Jonas Jurkunas, música original (Lituania, Portugal) - O Homem do Lixo – Bernardo Bento, Pedro Marinho, diseño de sonido; Ricardo Santos Rocha, música original (Portugal) - Ice Merchants – Ed Trouseeau, diseño de sonido; João Gonzalez, música original (Francia, Portugal, Reino Unido) - Pasajero – Cecilia Castro, Hernán Kerlleñevich, diseño de sonido y música original (Argentina) | |

### 2024
| Mejor largometraje de animación - Robot Dreams – Pablo Berger (España, Francia) - El paraíso – Fernando Sirianni, Federico Breser (Argentina) - Hannah y los monstruos – Lorena Ares (España) - El sueño de la sultana – Isabel Herguera (España, Alemania) | Mejor serie de animación - Jasmine & Jambo – Silvia Cortés (España) - O Hotel Silvestre de Ana Flor – Andrés Lieban, Alessandro Monnerat (Brasil) - O Menino Maluquinho – Michele Massagli, Beto Gomez (Brasil) - Pobre diablo – Miguel Esteban (España) - Sex Symbols – Paloma Mora IÑesta, Alex Cervantes (España) |
| Mejor cortometraje de animación - Lulina e a Lua – Marcus Vinicius Vasconcelos, Alois Di Leo (Brasil) - Quase me Lembro – Miguel Lima, Dimitrije Mihajlovic (Portugal) - To Bird or Not to Bird – Martín Romero (España) | Mejor cortometraje de escuela de animación - La Fuga (Academia Real de Bellas Artes de Gante (KASK), Vrije Universiteit Brussel) – Paola Cubillos (Colombia, Bélgica) - Carcinização (Universidad Federal de Pelotas) – Denis Souza (Brasil) - Shell Shock (Escena, Escuela de Animación y Artes Creativas) – Emilio Ramirez Castro (Mexico) |
| Mejor obra de encargo - Star Wars: Visions: "In the Stars" – Gabriel Osorio (Chile, Estados Unidos) - Somos Pajaritos – Gabriela Badillo (Mexico) - Star Wars: Visions: "Sith" – Rodrigo Blaas (España, Estados Unidos) | Mejor videoclip - "I Inside the Old I Dying" de PJ Harvey – Cristóbal León y Joaquín Cociña (Chile) - "All the Best" de SIAMÉS – Pablo Roldán (Argentina) - "O Futuro que me Alcance" de Reynaldo Bessa – Nat Grego (Brasil) |
| Mejor animación de videojuego - The Many Pieces of Mr. Coo – Nacho Rodríguez, director y animador (España) - American Arcadia – Tatiana Delgado Yunquera, directora; Alfredo González-Barros Camba, Alejandro de la Rosa Toro, Antonio García Palacios, animadores (España) - Anyu – Antipodas Studio, DigiPen Europe-Bilbao, directores; Gonzalo Ernesto Fernández, animador (España) | Mejor desarrollo visual - El sueño de la sultana – Isabel Herguera, dirección de arte; Isabel Herguera, Rocío Álvarez, Elena Jariego Antón, Duna Tàrrega, diseño de personajes (España, Alemania) - Robot Dreams – José Luis Ágreda, dirección de arte; Daniel Fernández Casas, diseño de personajes (España, Francia) - Star Wars: Visions: "Sith" – Carlos Salgado, dirección de arte; Linda Chen, Jonatan Catalan, Pablo Dominguez, diseño de personajes (España, Estados Unidos) |
| Mejor diseño de animación - Sopa fría – Marta Monteiro, Daniela Duarte, dirección de animación; Daniela Duarte, lead animator (Portugal, Francia) - Star Wars: Visions: "In the Stars" – Francisco Leiva, dirección de animación; Edgar Sepúlveda, lead animator (Chile, Estados Unidos) - Lulina e a Lua – Henrique Lobato, dirección de animación y lead animator (Brasil)           | Mejor diseño de sonido y música original - Robot Dreams – Fabiola Ordoyo, diseño de sonido; Alfonso Vilallonga, música original (España, Francia) - Jasmine & Jambo – Marc Parrot, diseño de sonido y música original (España) - Lulina e a Lua – Marília Mencucini, diseño de sonido; Alicio Amaral, música original (Brasil) |